# Gustavusburg
Gustavusburg, förut kallat Albertsburg och Ferdinandsburg, var ett svenskt utanverk vid Wismar. Erik Dahlbergh ville 1681 låta rasera Gustavusburg, vilket senare också till en del genomfördes i samband med ombyggnaden av Wismars befästning.